# Heterapoderus madaensis
Heterapoderus madaensis es una especie de coleóptero de la familia Attelabidae.

## Distribución geográfica
Habita en Vietnam.